# Jack Kruschen

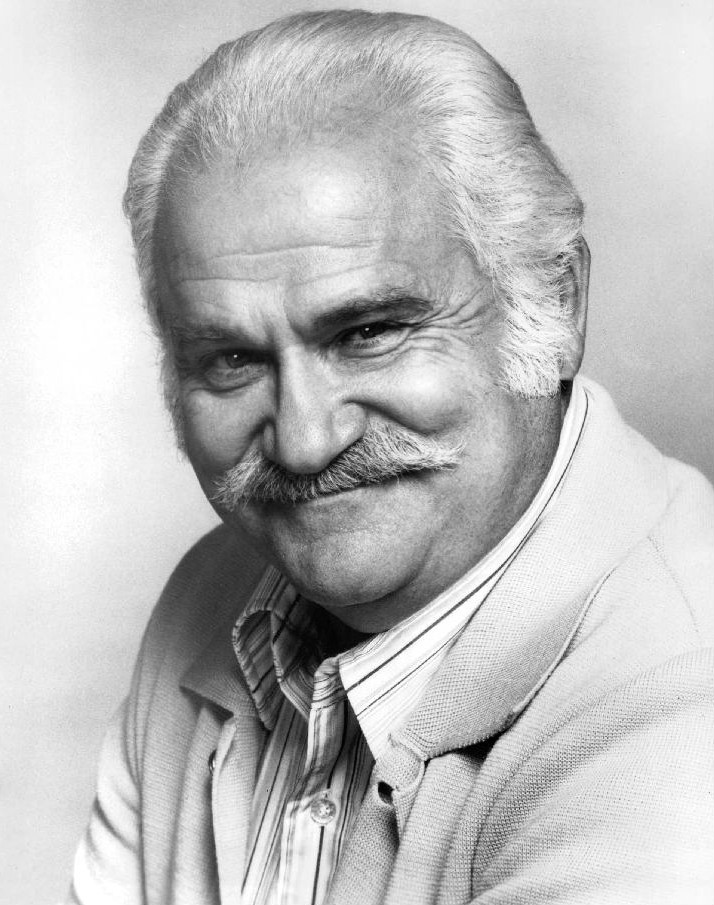
Jack Kruschen, 1977.

Jack Kruschen, född 20 mars 1922 i Winnipeg, Manitoba, död 2 april 2002 i Chandler, Arizona, var en kanadensisk skådespelare som primärt var verksam i USA som film- och TV-skådespelare. För sin roll i filmen Ungkarlslyan 1960 blev han nominerad till en Oscar för bästa manliga biroll.

## Filmografi, urval
- 1949 – Den blonda tornadon
- 1953 – Världarnas krig
- 1953 – Mord efter ritning
- 1956 – Filmen om Benny Goodman
- 1960 – Ungkarlslyan
- 1961 – En pyjamas för två
- 1962 – Farlig främling
- 1962 – Drömsheriffen
- 1963 – McLintock!
- 1964 – Colorados vilda dotter
- 1974 – Ursäkta, här kommer snuten!